# پابلو ماری
پابلو ماری ویار (اسپانیایی: Pablo Marí Villar‎؛ زادهٔ ۳۱ اوت ۱۹۹۳) بازیکن فوتبال اهل اسپانیا است که برای باشگاه مونتزا بازی می‌کند.
از باشگاه‌هایی که در آن بازی کرده‌است می‌توان به مایورکا، خیمناستیک، منچستر سیتی، ژیرونا، ناک بردا، دپورتیوو لاکرونیا، فلامنگو، اودینزه و آرسنال اشاره کرد.